# Domagniew
Domagniew – staropolskie imię męskie, zrekonstruowane na podstawie nazwy wsi Domaniowice, dawniej Domagniewice, złożone z członów Doma- („dom”; psł. *domъ oznacza „pomieszczenie, gdzie człowiek żyje ze swoją rodziną”; „wszystko, co jest w domu, rodzina, mienie, majątek”, „ród, pokolenie”, „strony rodzinne, kraj ojczysty”) i -gniew, mogące oznaczać „objawiającego gniew w uzasadnionych okolicznościach, w obronie domu, stron ojczystych”.
Domagniew imieniny obchodzi 6 maja.